# Lambdina siccaria
Lambdina siccaria là một loài bướm đêm trong họ Geometridae.